# Olena Semenjaka

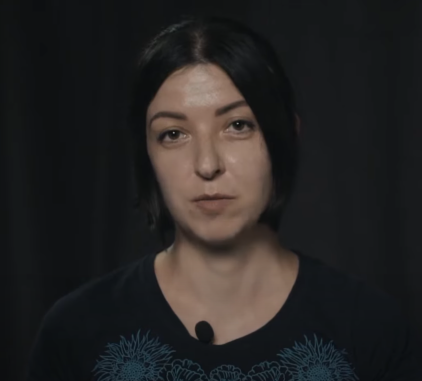
Olena Semenjaka

Olena Semenjaka (ukrainisch Олена Семеняка; geb. 1987) ist eine ukrainische rechtsextreme Aktivistin, die als die 'First Lady' des ukrainischen Nationalismus bezeichnet wurde.

## Leben
Olena Semenjaka wurde 1987 geboren. Sie ist die Leiterin der internationalen Abteilung des Nationalen Korpus, einer rechtsextremen Partei, die von Mitgliedern des Asow-Bataillons zusammen mit anderen rechtsextremen Parteien gegründet wurde. Sie ist auch Leiterin der internationalen Abteilung der Asow-Bewegung, eine Rolle, in der sie dem Time Magazine sagte, dass die Mission von Asow darin bestehe, eine Koalition rechtsextremer Gruppen in der gesamten westlichen Welt zu bilden, mit dem letztendlichen Ziel, die Macht in ganz Europa zu übernehmen.
Sie nahm 2018 unter anderem an einem von Neonazis in Deutschland organisierten Festival teil, und trat am 30. März 2019 als Rednerin auf dem rechtsextremistischen „Scandza Forum“ in Stockholm auf (einer rechtsextremen Veranstaltung, die in Schweden zusammen mit der britischen Neonazi-Figur Mark Collett organisiert wurde), auf wobei sie zuvor mit Hakenkreuz und Hitlergruß posierte.
Die Philosophiestudentin erhielt 2021 ein Forschungsstipendium des (vom polnischen Philosophen Krzysztof Michalski gegründeten) Instituts für die Wissenschaften vom Menschen in Wien, einer akademischen Einrichtung in Österreich, die sich dem Studium der Geistes- und Sozialwissenschaften widmet. Die Einrichtung schloss sie aus, nachdem ihre Verbindungen zur globalen extremen Rechten entdeckt worden waren.

Die Journalistin Susann Witt-Stahl sieht Olena Semenjakas Aktivitäten in den folgenden Zusammenhängen: 

„Das Kosakenhaus ist eine Denkfabrik für den Plan von »Asow«, eine »paneuropäische Allianz« rechter Gruppen zu bilden – mit dem Ziel, auf dem ganzen Kontinent die Macht zu übernehmen, wie die »Plomin«-Chefin und Sekretärin der Bewegung für internationale Beziehungen, Olena Semenjaka, Time anvertraute. Semenjaka, die betont, dass Deutschland ihre »spirituelle Heimat« ist, bekam 2020 vom Wiener Institut für die Wissenschaften vom Menschen ein Stipendium für die Forschung zu Ernst Jüngers Werk (nachdem Fotos aufgetaucht waren, die sie mit Hakenkreuzfahne und beim Hitlergruß zeigen, wurde es ihr wieder entzogen).“

Über Olena Semenjakas verschiedenen Aktivitäten in Deutschland berichtete die Rosa-Luxemburg-Stiftung (Stand: März 2019).